# Гусейнова, Семра Тахир кызы
Гусейнова Семра Тахир кызы (азерб. Hüseynova Səmra Tahir qızı — азербайджанская модель. Победительница национального конкурса красоты Мисс Азербайджан 2019 года. Одна из самых скандальных представительниц модельного бизнеса в Азербайджане и Турции. Получила широкую известность благодаря своим откровенным фотосессиям и видео роликам. На сайте qadinlar.club названа одной из самых экстравагантных моделей Азербайджана.

## Карьера
Карьеру модели начала в 2010 году, в Азербайджанской государственной академии художества. В 2012 году исполнила одну из главных ролей (Гашам ханум) в телесериале «Пусть это останется между нами» (азерб. "Aramızda qalsın"), который транслируется на телевизионном канале «Хазар ТВ» (азерб. "Xəzər TV"). В 2014—2017 годах была официальной моделью агентства «Venera Model».
В 2019 году приняла участие в национальном конкурсе красоты «Мисс Азербайджан 2019» и стала его победительницей.

## Личная жизнь
Долгое время жила и работала в Москве и Турции, сотрудничала с мировыми брендами, принимала участие во многих показах моды, но в связи с пандемией и болезнью (анорексия) вернулась в Азербайджан.

### Скандалы
- В июне 2017 года снялась в откровенном ролике, где продемонстрировала свои танцевальные способности[13].
- В августе 2017 года откровенная полуобнаженная фотосессия актрисы, снятая профессиональным иностранным фотографом Раджом Стивеном[14].
- В сентябре 2017 года представила полностью обнаженную фотосессию из серии 18+[15].
- В декабре 2017 года Самра поделилась в социальный сетях своими голыми фотографиями, снятыми в бассейне[16].
- В июне 2018 года Семра Гусейнова решила попробовать себя в новой профессии, став автомойщицей в одном из местных салонов[17].
- В июле 2019 года Семра Гусейнова предстала в белом купальнике и нижнем белье в новом фотопроекте[18].
- В августе 2019 года откровенная фотосессия в бикини на индонезийском курорте Бали, которые были освящены ведущими СМИ Азербайджана[19].
- В апреле 2020 Семра выставила на аукцион свой комплект нижнего белья, чем вызвала шквал недовольства части своих поклонников[20][21].
- В августе 2020 года большой резонанс вызвали откровенные статусы модели в социальных сетях, в результате которых на неё обрушился шквал критики не только СМИ, но и её поклонников[22].
- 9 февраля 2021 года, в преддверии дня святого Валентина провела откровенную профессиональную фотосессию в обнаженном виде с цветами[23].
- 14 февраля 2021 года, в день всех влюбленных, Семра Гусейнова поделилась в социальных сетях откровенной фотосессией, в которых она позирует с огромным букетом роз в руках и нижнем белье, на балконе одного из домов, находящейся на самой знаменитой среди бакинцев и гостей города — улице Торговая[24].

### Семья
Семья Семры состоит из 4 человек — матери, отца и сестры-близнеца. В одном из своих интервью турецким СМИ, призналась, что отец поддерживает её в творческих начинаниях и работе.

### Болезнь
Семра Гусейнова болеет анорексией, от которой страдают многие модели. В январе 2021 года, в результате обострения болезни, её вес снизился до 38 кг. Болезнь модели и её борьба за жизнь широко освещалась в местных средствах массовой информации.

## Достижения
- 2019 — победительница национального конкурса красоты «Мисс Азербайджан 2019»[30].
- В декабре 2014 года стала победительницей опроса «Модель недели», проведенного Онлайн общественно-политической газетой «Hafta.az»[31].